# Donkey Kong Jungle Beat

Donkey Kong Jungle Beat (ドンキーコングジャングルビート, Donkī Kongu Janguru Bīto) é um jogo eletrônico para Nintendo GameCube estrelando o gorila Donkey Kong e jogado com os DK Bongos. Foi lançado no Japão em 16 de dezembro de 2004, na Europa em 4 de fevereiro de 2005, na América do Norte em 14 de março de 2005, e na Austrália em 17 de março de 2005. Foi o primeiro jogo eletrônico a receber uma classificação de E10+ da ESRB. O jogo foi relançado para Wii na série New Play Control! de títulos do GameCube.